# Země bez zákona
Země bez zákona, anglicky: Lawless, americký je film režiséra Johna Hillcoata z roku 2012. Námětem pro film byla kniha The Wettest County in the World od Matta Bonduranta a scénář napsal Nick Cave, který je rovněž, spolu s Warrenem Ellisem, autorem hudby k filmu.
Premiéru měl 19. května 2012 na Filmovém festivalu v Cannes, v Česku pak v září téhož roku.

## Obsazení
| Shia LaBeouf     | Jack Bondurant    |
| Tom Hardy        | Forrest Bondurant |
| Jason Clarke     | Howard Bondurant  |
| Jessica Chastain | Maggie Beauford   |
| Guy Pearce       | Charlie Rakes     |
| Gary Oldman      | Floyd Banner      |
| Mia Wasikowska   | Bertha Minnix     |
| Dane DeHaan      | Cvrček            |
| Chris McGarry    | Danny             |
| Lew Temple       | Henry Abshire     |